# Karlovarski kraj
Karlovarski kraj je najzapadnija češka pokrajina. Na sjeveru pokrajine je Rudna gora (Krušné Hory), a jug je ravniji. Najznačajnija rijeka je Ohře. U pokrajini su jedne od najpoznatijih europskih toplica Karlovy Vary. Osim njih su još i poznate toplice Františkovy Lázně i Mariánské Lázně.
U regiji živi 304.220 stanovnika. Najznačajnija djelatnost je turizam vezan uz toplice. Osim toga je razvijena proizvodnja porculana i stakla. Značajan je rudarski centar Jáchymov na Rudnoj gori (najveći rudnik srebra u Europi nakon 16. st.; jedan od prvih rudnika uranija u svijetu). Najveći gradovi su Karlovy Vary, Cheb, Sokolov, Ostrov i Chodov.